# Przysłówek
Przysłówek – nieodmienna część mowy, która głównie służy jako modyfikator czasowników i przymiotników. Pełni funkcję okolicznika lub orzecznika. Ze względu na funkcję składniową do przysłówków należą także zaimki przysłowne. 
Polski termin przysłówek jest kalką łacińskiego adverbium (ad ’przy’ + verbum ’czasownik’, dosł. ’słowo’, stąd dawniejsze polskie gramatyki używały terminu słowo na określenie czasownika). 
W wielu językach przysłówki derywuje się regularnie od przymiotników, np. słodki – słodko, (ang.), loud – loudly, (lat.), atrox – atrociter, (franc.) courageux –  courageusement. Nie wszystkie jednak przysłówki są derywatami od przymiotników, nie są nimi np. wczoraj czy ekstra (Jola kupiła ekstrakolorową sukienkę).

## Klasy przysłówków
Gramatyka tradycyjnie wyróżnia wśród przysłówków pewne grupy znaczeniowe, takie jak przysłówki czasu, miejsca i sposobu. Ze względu na cechy funkcjonalne przysłówków podzielić je można na:
- przysłówki jakościowe, opisujące czasowniki lub przymiotniki i odnoszące się do wewnętrznych właściwości procesów, cech i stanów (ładnie, troskliwie)
- przysłówki okolicznościowe, opisujące rzeczowniki (np. Warszawa wczoraj i dziś, chodzenie boso) lub czasowniki (czasem się zamyślał), opisujące okoliczności zdarzenia.

Przysłówki odpowiadają na pytania jak?, gdzie?, kiedy?

## Przysłówki w języku polskim
W języku polskim tworzy się je najczęściej od przymiotników za pomocą końcówek -e, -o. Przysłówki utworzone od przymiotników (odprzymiotnikowe) zazwyczaj się stopniują (tak jak przymiotniki, od których pochodzą). Pozostałe przysłówki, np. dziś, wczoraj, zawsze, nie stopniują się. Niektóre przysłówki pochodzą od wyrażeń przyimkowych. Najczęściej są to skostniałe formy tych wyrażeń, w których zachowały się archaiczne formy deklinacji (np. celownik przymiotnika na -u).

## Odmiana
Przysłówki jako nieodmienne części mowy nie podlegają odmianie przez przypadki, czasy czy osoby, przysłówki jakościowe podlegają jednak często stopniowaniu. Wyróżnia się trzy stopnie intensywności cechy:
- równy (łac. gradus positivus);
- wyższy (gradus comparativus);
- najwyższy (gradus superlativus).

## Esperanto
W esperanto przysłówek przyjmuje końcówkę -e. Stopniuje się przez dodanie wyrazu pli (stopień wyższy) i plej (stopień najwyższy).